# Заврачица (седловина)
Седловината Заврачица е планински проход (седловина) в Западна България, в западната част на Източна Рила, в Община Самоков, Софийска област и Община Якоруда, област Благоевград.
Седловината с надморска височина от 2411 m свързва долината на река Марица на север с долината на река Ропалица (начален приток на Бяла Места, дясна съставяща на Места) на юг. През нея преминава маркирана туристическа пътека, която започва от хижа „Заврачица“ на 2185 m н.в и след 2 km стръмно изкачване достига седловината в района на няколко малки непостоянни езера. Оттук пътеката продължава надолу по южния склон и след около 3 km слиза в долината на река Ропалица при горския кантон „Ропалица“, на 1800 m н.в.

## Топографска карта
- Лист от карта K-34-72. Мащаб: 1 : 100 000.